# Lista över svenska trängregementen
Detta är en lista över svenska militära förband tillhörande trängtrupperna.

## Trängregementen
- Trängbataljonen (1885–1891)[1]
- T 1  Svea trängbataljon (1891–1902 samt 1985–1994) (ej fristående enhet åren 1985–1994, utan en del av Livgrenadjärregementet.[1]
- T 1  Första Svea trängkår (1902–1904)[1]
- T 1  Svea trängkår (1904–1949, 1994–1997)[1]
- T 1  Svea trängregemente (1949–1985)[1]
- T 2  Göta trängbataljon (1891–1902)[2]
- T 2  Första Göta trängkår (1902–1904)[2]
- T 2  Göta trängkår (1904–1949, 1994–2000)[2]
- T 2  Göta trängregemente (1949–1994, 2000–2006, 2021–)[3]
- T 3  Norrlands trängbataljon (1893–1902)[4]
- T 3  Norrlands trängkår (1902–1949, 1994–2000)[4]
- T 3  Norrlands trängregemente (1949–1994)[4]
- Trängbat/I 5 Norrlands trängbataljon (2000–2005) (ej fristående enhet, utan en del av Jämtlands fältjägarregemente)
- T 4  Wendes trängbataljon (1894–1902)[5]
- T 4  Wendes trängkår (1902–1904)[5]
- T 4  Skånska trängkåren (1904–1949)[5]
- T 4  Skånska trängregementet (1949–1991)[5]
- T 4  Skånska trängbataljonen (1991–1994) (ej fristående enhet, utan en del av Skånska dragonregementet)[6]
- T 5  Andra Svea trängkår (1902–1904)[7]
- T 5  Västmanlands trängkår (1904–1927)[7]
- T 6  Andra Göta trängkår (1902–1904)[8]
- T 6  Östgöta Trängkår (1904–1927)[8]
- TrängR Trängregementet (2007–2021)[3]

Den 1 januari 2007 bytte Göta trängregemente namn till Trängregementet. Detta regemente kom att vara försvarsmaktsgemensamt förband och därefter utbilda och ansvara för bland annat förbandslogistiken inom hela Försvarsmakten. År 2019 återgick regementet till att tillhöra och utbilda armén och 2021 antogs namnet Göta trängregemente.